# Убийство Абу Джихада
Убийство Абу Джихада — операция спецслужб Израиля по ликвидации военного лидера Организации Освобождения Палестины Халиля аль-Вазира по прозвищу Абу Джихад 16 апреля 1988 года в Тунисе.
Абу Джихад был организатором множества террористических актов в течение более чем 20 лет. Израильские спецслужбы длительное время планировали покушение на него. После начала первой палестинской интифады, организацию которой он приписал себе, и теракта против сотрудников ядерного центра в Димоне, «Моссад» заявил о готовности ликвидировать Абу Джихада. Военный кабинет Израиля согласовал операцию.
Операция была проведена спецназом Генерального штаба Армии обороны Израиля «Сайерет Маткаль» при поддержке «Моссада» и морского спецназа «Шайетет 13». При атаке на виллу в Сиди-Бу-Саиде Абу Джихад, два его охранника и садовник были застрелены, семья Абу Джихада не пострадала. Израильтяне без потерь вернулись на базу. Общее руководство операцией осуществлял заместитель начальника Генерального штаба будущий премьер-министр Израиля Эхуд Барак.
Тунис и другие арабские страны обрались в Совет Безопасности ООН с жалобой, Совет Безопасности одобрил Резолюцию 611, осуждающую «агрессию, совершённую против суверенитета и территориальной целостности Туниса». Акция считается одной из самых успешных в истории спецслужб Израиля.

## Предыстория
Халиль Ибрагим Махмуд аль-Вазир, или Абу-Джихад, руководил вооруженной деятельностью ФАТХ и был заместителем лидера ООП Ясира Арафата. Он был организатором многочисленных диверсионных и террористических актов на территории Израиля и за его пределами, включая убийства сотен мирных граждан, захват заложников, угоны самолётов и т. п.
Первая диверсия под руководством Абу Джихада была организована в 1965 году. Попытка 1 января подорвать сеть израильских водопроводов провалилась, боевики были арестованы. В дальнейшем его акции стали более успешными и смертоносными. За один только 1966 год ФАТХ предпринял 40 атак в Израиле. Одной из самых известных операций был захват школы в городе Маалот 13 мая 1974 года, при освобождении которой погибло 22 школьника, четверо взрослых и один военный. Ещё больше израильтян погибло 11 марта 1978 года, когда группа боевиков высадилась с моря на двух лодках между Тель-Авивом и Хайфой. Они разделились на две группы, одна из которых захватила в заложники полный пассажиров автобус, а вторая, захватив автомобиль, и, расстреливая всех на своем пути, двинулась в Тель-Авив. Погибло 35 человек, более 80 получили увечья.
В декабре 1987 года началась Первая палестинская интифада — восстание против Израиля арабов в Газе и на Западном берегу Иордана. Абу Джихад публично приписал себе организацию этого восстания, хотя оно началось практически стихийно. Абу Джихад в интервью Radio Monte Carlo в январе 1988 года заявил, что именно он отдал приказ о начале интифады, а ООП несколько раз повторила это в публикациях. Израильские власти восприняли это заявление в качестве факта.
7 марта 1988 года группа террористов проникла на территорию Израиля со стороны Синайского полуострова и захватила автобус, перевозивший сотрудников ядерного центра в Димоне. В ходе перестрелки с силовиками все террористы были убиты, погибли также трое заложников.

## Планирование операции
Вопрос о ликвидации Абу Джихада израильские спецслужбы и правительство начали рассматривать с августа 1965 года. Первая попытка убить его с помощью письма со взрывчаткой не удалась. В дальнейшем было ещё несколько неуспешных покушений. Спецслужбы внимательно следили за Абу Джихадом и искали новые возможности для атаки на него.
После заявления Абу Джихада о руководстве интифадой и теракта с захватом автобуса с сотрудниками ядерного центра директор «Моссада» Нахум Адмони 10 марта 1988 года информировал коллег из других спецслужб о том, что «Моссад» готов устранить Абу Джихада в течение 30 дней.
14 марта 1988 года состоялось заседание израильского кабинета по вопросам национальной безопасности, на котором обсуждался вопрос о ликвидации Абу Джихада. По традиции, разрешения политиков на такую ликвидацию теряли силу при смене премьер-министра. В любом случае, такая операция утверждалась на высшем уровне непосредственно перед её проведением. Премьер-министр Израиля Ицхак Шамир решил не брать ответственность на себя и вынес вопрос на голосование. Голоса министров разделились поровну: 5 министров от левой партии Авода включая Шимона Переса и Ицхака Рабина голосовали «против», 5 министров от правой партии Ликуд голосовали «за». После этого министр финансов от Ликуда Моше Ниссим в частной беседе убедил министра обороны Ицхака Рабина изменить своё решение. Голосами «6 против 4» решение было принято. Кабинет дал добро на операцию, но Шамир информировал коллег, что «Моссаду» понадобится помощь армии.
После того как силы ООП покинули Ливан в соответствии с соглашением от 18 августа 1982 года, Абу Джихад жил в Тунисе в районе Сиди-Бу-Саид на вилле недалеко от побережья Средиземного моря. Вилла располагалась в тихом районе всего в километре от пляжа. Это давало возможность израильским спецназовцам быстро и незаметно приблизиться и уйти. На вилле было только 2 охранника. Абу Джихад считал себя в этом доме в безопасности, поскольку «Моссад» никогда не проводил операций в Тунисе. Оперативники «Моссада» 1,5 года изучали возможности ликвидации Абу Джихада в этом месте. Во второй половине 1980-х «Моссад» создал в Тунисе мощную агентурно-разведывательную сеть с богатым материально-техническим обеспечением.

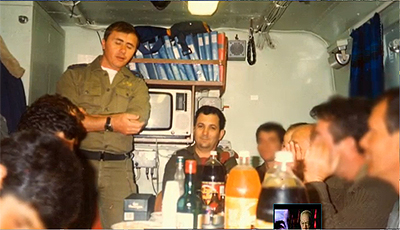
Совещание командиров перед отправкой в Тунис. Слева стоит Таль, Алекс, в центре сидит Эхуд Барак

План операции против Абу Джихада с атакой на виллу был разработан в «Моссаде». Три оперативника из управления специальных операций «Кесария» провели детальную разведку местности под видом арабских бизнесменов. Военная разведка, включая подразделение 8200, отслеживала все перемещения Абу Джихада и прослушивала его телефоны. Разведчикам удалось проникнуть даже внутрь виллы и получить точную планировку помещений.
Операцией командовал заместитель начальника Генерального штаба Эхуд Барак. Узнав, что в соседнем доме живёт ещё один из лидеров ООП Махмуд Аббас, Барак загорелся желанием убить их обоих одним ударом. Представители «Моссада» и военной разведки были категорически против, ссылаясь на дополнительные риски и без того сложной операции. В итоге от идеи убить Махмуда Аббаса отказались. Операцию готовили с учётом аналогичного опыта операции в Бейруте в апреле 1973 года. Тогда в сотрудничестве с оперативниками «Моссада» в Бейруте высадились спецназовцы и уничтожили 15 руководителей ООП в их собственных домах, включая предшественника Абу Джихада на должности командующего Мухаммеда аль-Наджара, Барак лично принимал участие в этой операции. Разница была в том, что теперь цель находилась в 2400 километрах от Израиля. На основе полученной от разведчиков информации в Израиле была построена модель виллы, где проходили тренировку спецназовцы.

## Атака
Операция началась 14 апреля. Шесть оперативников «Кесарии» прилетели из Европы в Тунис четырьмя разными рейсами с фальшивыми ливанскими паспортами. Трое арендовали в разных компаниях 2 микроавтобуса Volkswagen Transporter и легковой автомобиль Peugeot 305, ещё трое вели наблюдение за виллой.
В это же время конвой ВМС Израиля из нескольких судов шёл к африканскому побережью. На борту катеров было 2 отряда вторжения (основной и резервный) в составе спецназа Генерального штаба «Сайерет Маткаль», мобильный госпиталь, оборудование для связи и вертолёт. Конвой сопровождала подводная лодка «Галь», самолёт Boeing 707 ВВС Израиля, который служил пунктом связи и наблюдения и контролировал тунисские радиочастоты, а также истребители F-15. 15 апреля конвой остановился в 40 километрах от Туниса за пределами его территориальных вод. Boeing 707 маскировался под чартерный гражданский рейс компании «Эль Аль» и вёл переговоры с итальянскими диспетчерами, регулировавшими воздушное движение к югу от Сицилии.
Вечером 15 апреля с катеров были спущены моторные лодки, в каждой было по 2 морских спецназовца из подразделения «Шайетет 13» и по 6 спецназовцев из «Сайерет Маткаль». В 500 метрах от берега 7 моряков нырнули в воду и поплыли к пляжу. Первым на тунисскую землю ступил командир подразделения морского спецназа подполковник Йоав Галант. Под прикрытием морского спецназа 26 солдат «Сайерет Маткаль» вооруженных автоматами Micro Uzi и пистолетами Ruger.22 с глушителями и лазерными прицелами под командованием подполковника Моше Яалона высадились с лодок на берег. Машины разведчиков «Моссада» подъехали к воде, бойцы переоделись в сухую гражданскую одежду и сели в автомобили, ожидая сигнала к атаке.

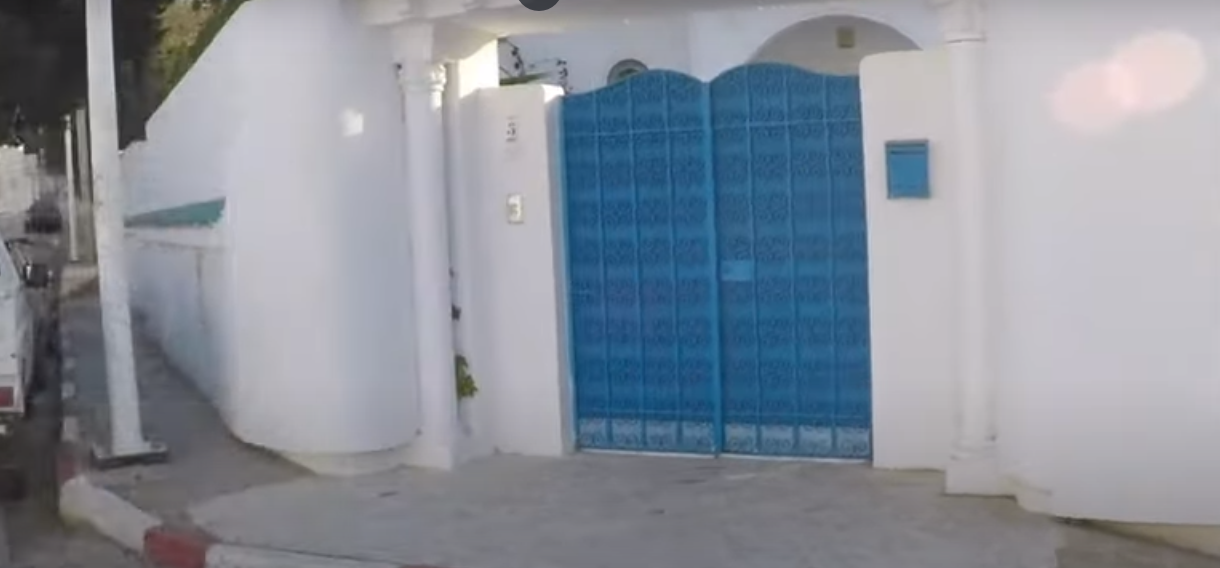
Вход на виллу

Наблюдатели в бинокли увидели, как после полуночи машина Абу Джихада подъехала к вилле, и он вошёл в дом. Водитель-охранник вернулся в машину, второй охранник лёг спать на цокольном этаже. В доме также находились жена Абу Джихада Интисар, 16-летняя дочь Ханан и 2-летний сын Нидаль. Абу Джихад сообщил жене и дочери, что собирается в Иерусалим. Вскоре на вилле раздался звонок, Абу Джихад снял трубку и его помощник сообщил ему, что заказал ему билет на самолёт до Дамаска, который улетает после трёх часов утра. Поскольку израильтяне прослушивали телефонную линию, им стало понятно, что план атаковать виллу когда все заснут примерно в 1:30 ночи, приходится менять.
Автомобили с солдатами подъехали к дому и остановились на расстоянии 150 метров. Спецназовцы подобрались к дому. Однако для начала атаки согласно инструкции министра обороны Ицхака Рабина следовало получить окончательное подтверждение, что Абу Джихад в этот момент находится в доме. Для этого был организован фальшивый звонок на виллу якобы от имени одного из боевиков в Израиле с сообщением об аресте одного из доверенных лиц Абу Джихада. После подтверждения, что снял трубку и разговаривает с оперативником именно он, команда начинать атаку была передана на морской пункт связи, а оттуда — передовой группе.
Около часу ночи один из микроавтобусов и Peugeot со спецназовцами остановились в квартале от виллы и солдаты вывели из строя телефонный кабель. Группа была готова вступить в бой с боевиками ООП или даже тунисской армией. Две другие группы атаковали виллу. Два бойца (один из них переодетый женщиной), изображая гуляющую пару, подошли к машине возле виллы, и один из них из пистолета с глушителем застрелил охранника-водителя. Остальные солдаты ворвались на виллу и застрелили второго охранника и садовника-тунисца. Шум разбудил жену Абу Джихада, она вышла из спальни к нему в кабинет. Он успел достать пистолет, но в это время двое бойцов поднялись по лестнице и застрелили его. Ещё несколько спецназовцев по очереди стреляли в Абу Джихада. Впоследствии в его теле насчитали 52 пули. Командир группы Нахум Лев позднее высказался следующим образом:

Абу Джихад совершил ужасающие злодеяния против мирных граждан. Он был достоин смерти, и я застрелил его без малейших колебаний.

Все команды внутри здания отдавались на французском и арабском языках. Пока старший офицер убедился в том, что Абу Джихад мёртв, другие солдаты собрали в кабинете документы, а также забрали сейф и автоответчик. Жене и детям Абу Джихада вреда не причинили, кроме того факта, что его убили на глазах семьи. Вся операция внутри виллы заняла четыре минуты.
Эвакуация с побережья прошла успешно, тунисскую полицию отвлекли ложными звонками. Через некоторое время полиция обнаружила на пляже брошенные автомобили и следы людей. Израильтяне потерь в операции не имели.

## Оценки и последствия
Абу Джихад был похоронен в Сирии. Во время его похорон арабы в Газе и на Западном берегу Иордана проводили акции протеста, при их подавлении солдатами было убито 5 человек.
Израиль отрицал причастность к операции. Через два дня после гибели Абу Джихада премьер-министр Израиля Ицхак Шамир в ответ на вопрос о причастности к убийству ответил, что он услышал об этом событии по радио.
19 апреля Тунис обратился с жалобой на действия Израиля в Совет Безопасности ООН. Арабские и мусульманские страны-члены Совета выступили с обвинениями в адрес Израиля, представитель Италии заявил, что не считает возможным поддержать такое обвинение в отсутствие признания Израиля или установленных фактов его ответственности. Он отметил, что этот эпизод подрывает мирный процесс на Ближнем Востоке. Госдепартамент США назвал это «актом политического убийства». Совет Безопасности ООН одобрил Резолюцию 611, осуждающую «агрессию, совершённую против суверенитета и территориальной целостности Туниса», но без прямого обвинения Израиля.
Израильтяне в то время сочли операцию большим успехом. Руководство ООП было существенно ослаблено, однако цель погасить интифаду достигнута не была. В редакционной статье журнала Journal of Palestine Studies, опубликованной 1 июля 1988 года, отмечалось, что отношения между Арафатом и Абу Джихадом к моменту гибели существенно разладились и накопились противоречия в отношении возможного политического урегулирования. При этом Абу Джихад стал персоной «нон грата» для Иордании и Египта, отношения с Сирией также были сложными, что создавало для ООП и для Арафата проблемы. Авторы статьи писали, что надежда на улучшение в политических процессах после гибели Абу Джихада ошибочна, поскольку его авторитет и связи, особенно в религиозных кругах, могли бы быть полезными Арафату в процессе переговоров.
Политолог Эфраим Кахана считал операцию «блестяще спланированной» и «одной из самых тщательно продуманных за всю историю».
В 2012 году военная цензура разрешила газете «Едиот ахронот» опубликовать интервью с Нахумом Левом. Интервью было взято незадолго до того, как он погиб в автокатастрофе в 2000 году. Всё это время цензура блокировала публикацию.

## Расхождения
Существует ряд расхождений в деталях и противоречия по описанию операции и её подготовки.
Некоторые источники иначе описывают согласование в кабинете министров. Дан Равив и Йоси Мелман в книге «История спецслужб Израиля» утверждали, что Ицхак Рабин как профессиональный военный изначально поддержал операцию, невзирая на членство в левой партии «Авода», министры которой были против, политолог Ами Педацур писал, что решение было единогласным, а у Эфраима Кахана в справочнике Historical Dictionary of Israeli Intelligence сказано, что вопрос вообще не выносился на голосование.
Данные по составу кораблей и количеству спецназовцев, участвовавших в операции, разнятся. Ронен Бергман писал про пять ракетных катеров и судно с вертолётной площадкой, замаскированное под торговый корабль. Ами Педацур утверждал, что в составе конвоя было два ракетных катера класса «Саар-4,5» для охраны и два катера типа «Саар-4» с коммандос и вертолётами Bell 206 на борту. В источниках называется разное число спецназовцев, участвовавших в рейде: от 20 до 30.

## В искусстве
Убийству Абу Джихада посвящён один из эпизодов британского сериала Black Ops, вышедший в 2014 году. Также эта операция включена в художественный роман Дэниэла Сильвы «Мастер убийств».